# Шпионская охота
«Шпионская охота» (англ. Spy Hunt), изначально «Луна пантеры» (англ. Panther’s Moon) — шпионский фильм нуар режиссёра Джорджа Шермана, который вышел на экраны в 1950 году.
Фильм рассказывает о секретном агенте Кэтрин Алвен (Марта Торен), которой поручено переправить из Милана в Париж микрофильм особой важности. В поезде она зашивает его в ошейник одной из двух чёрных пантер, которых сопровождает американец Стив Куайн (Говард Дафф). Однако в результате диверсии вагон с пантерами попадает в катастрофу, и звери сбегают. В погоню за ними пускаются не только Кэтрин и Стив, но также несколько вражеских агентов, которые хотят заполучить микрофильм.
После выхода на экраны фильм удостоился невысоких оценок критики, прежде всего, из-за невероятности своего сюжета. Вместе с тем отмечалось, что он содержит и несколько возбуждающих сцен охоты на пантер в швейцарских горах.

## Сюжет
В поезде, следующем из Стамбула в Милан, закрывшись в купе, мужчина по имени Горманд (Отто Валдис) достаёт микрофильм и прячет его в сигарету. На миланском вокзале Горманд закуривает эту сигарету, а затем бросает её. За его действиями внимательно следит молодая привлекательная женщина Кэтрин Алвен (Марта Торен), которая незаметно подбирает окурок. На выходе из вокзала за Гормандом наблюдают два человека, которые идут вслед за ним в город. Тем временем Кэтрин спускается на железнодорожные пути поблизости от вокзала, где достаёт из сумочки две котлеты, закладывая в одну из них таблетку. Затем она подходит к товарному вагону, в котором американец по имени Стив Куайн (Говард Дафф) перевозит в клетках двух чёрных пантер. Выдав себя за корреспондентку, Кэтрин расспрашивает Стива о пантерах, которые, как выясняется, принадлежат цирку Брэдли. Стив рассказывает, что последние годы мотался по европейским странам, безуспешно пытаясь заработать денег, однако теперь решил вернуться домой в США. Чтобы не платить за билет и немного подзаработать, он согласился сопровождать двух пантер, с которыми едет сначала в Париж, а затем уже по морю до США. Кэтрин обращает внимание на инкрустированный камнями ошейник у одной из пантер, после чего с разрешения Стивена угощает их котлетами. Стив приглашает Кэтрин выпить в привокзальный бар, и она соглашается встретиться там через час. Пока Стив ждёт в баре, Кэтрин проникает в вагон, и, дождавшись, когда пантера с дорогим ошейником заснёт, прячет внутрь ошейника микрофильм. Кэтрин так и не появляется в баре, и Стив некоторое время спустя возвращается в свой вагон. Тем временем Горманда двое преследователей поймали, связали и пытают в подвале, добиваясь от него сведений, где находится микрофильм. Из разговора становится ясно, что микрофильм содержит кадры, подтверждающие, что демократический премьер-министр одной из европейских стран не покончил жизнь самоубийством, как это представляет официальная версия, а был убит своими политическими противниками, которые заняли его место. Хотя многие, включая британскую разведку, догадываются, что это было убийство, однако без этого микрофильма нет никаких убедительных доказательств этого. Теперь же британская разведка взялась переправить эту плёнку в США, чтобы представить её в ООН. Под угрозой пыток Горманд сознаётся, что девушка из британской разведки зашила микрофильм в ошейник одной из пантер, которых этим вечером отправляют в Париж. Выслушав Горманда, мужчины перерезают ему горло.
На вокзале после отправления парижского поезда Кэтрин даёт телеграмму своим людям, чтобы встречали его в Париже. В этот момент она слышит, как за соседней стойкой двое мужчин спрашивают билеты на поезд «с пантерами». Узнав, что поезд ушёл несколько минут назад, они звонят своему боссу в Цюрих. Той же ночью, когда поезд идёт в швейцарских горах, кто-то отцепляет последний вагон, в котором перевозят пантер, а затем направляет вагон по другому пути, и он с горки катится к крутому обрыву. Почувствовав это, Стив выпрыгивает из вагона, а когда вагон, упав со скалы, разбивается — из него выскакивают и пантеры. К разбитому вагону подходит неизвестный с ружьём, которого пантеры загрызают и убегают в лес. Крушение вагона произошло недалеко от небольшого швейцарского городка Бриге. После катастрофы Стив добирается до одной из ближайших гостиниц, где заботу о нём берёт на себя её владелец, доктор Стал (Уолтер Слезак), который по совместительству является дипломированным врачом. Стал констатирует, что у Стива лишь лёгкое сотрясение, и его здоровью ничто не угрожает. Вскоре появляется капитан швейцарской армии Хаймер (Курт Кройгер), который сообщает, что ему поручено поймать и ликвидировать двух пантер, которые убили неизвестного, изуродовав его лицо до неузнаваемости. Хотя при убитом не было обнаружено никаких документов, Хаймер полагает, что тот мог быть партнёром Стива. Хаймер формирует из вверенных ему солдат несколько небольших групп, которых направляет на розыски пантер, спрятавшихся где-то в ближайших окрестностях. Тем временем Стив получает телеграмму от владельца цирка Брэдли о том, что если он не доставит пантер, то останется без оплаты. Вскоре в гостинице появляется британский журналист Крис Денсон (Филип Френд) из Европейской службы новостей, который собирается писать о поисках пантер. Он рассказывает, что местные жители в панике и боятся выходить из дома, а затем спрашивает у Стива, не устроил ли Брэдли всё это ради рекламы. Через некоторое время к гостинице подъезжает дорогой автомобиль, из которого выходит знаменитый охотник Пол Копель (Филип Дорн), который заявляет, что он давно мечтал поохотиться на чёрных пантер. После этого в гостиницу прибывает художник из Женевы Стефан Параду (Роберт Дуглас), который хочет выполнить с натуры несколько рисунков пантер.
Стив пакует свои вещи, собираясь уезжать. В этот момент в гостинице появляется Кэтрин. Стив рассказывает ей, что в гостинице происходит что-то странное, что связано с группой странных приехавших людей. Кэтрин в свою очередь сообщает Стиву, что в ошейнике одной из пантер она спрятала нечто чрезвычайно важное. Она не может сказать Стиву, что это, но просит его помочь ей вернуть эту вещь. Однако когда Стив спрашивает, что он за это получит, Кэтрин разворачивается и уходит в свой номер. Стив с чемоданом спускается по лестнице, сталкиваясь с подозрительным мужчиной с бородкой, который направляется в номер Кэтрин. Почувствовав что-то неладное, Стив возвращается назад и заходит в комнату Кэтрин, где мужчина, угрожая ей ножом, требует всё ему рассказать. Увидев Стива, он бросает в него нож, однако Стив умело уворачивается, после чего двумя ударами посылает незнакомца в глубокий нокаут. Кэтрин сообщает Стиву, что видела мужчину на миланском вокзале, и он один из тех, кто против неё. Они вызывают Хаймера, чтобы он начал расследование. Некоторое время спустя Хаймер сообщает Стиву и Кэтрин, что человек, который на них напал, разыскивается в Милане за убийство Горманда, а его сообщник уже арестован ранее. Тем временем пантера нападает на одного из солдат, убивая его. Копель с двумя своими собаками отправляется на поиски пантер, к нему присоединяются Кэтрин и Крис, а Стив и Параду образуют другую группу. От места убийства солдата собаки Копеля берут след, и после непродолжительного преследования выходят на одну из пантер. Копель целится в неё, однако из-за того, что животное постоянно скрывается из виду, не может выстрелить. Опасаясь, что Копель убьёт пантеру и таким образом у него в руках окажется микрофильм, Стив опережает его и намеренно стреляет мимо, после чего испуганная пантера убегает и скрывается из виду.
Охотники возвращаются в гостиницу, где Кэтрин пишет статью о событиях дня. Копель приглашает её на прогулку, однако она отказывается, незаметно передавая Стиву записку, чтобы тот проследил за Копелем. Среди ночи одна из собак вырывается из вольера и находит пантеру, после чего так и не возвращается назад. Утром, уже с одной собакой, Копель, Параду и Хаймер, бросаются по следу пропавшей собаки, обнаруживая в горах её растерзанное тело. Снова начинаются поиски пантер, на этот раз Стив идёт вместе с Кэтрин. Они замечают одну из пантер, однако издалека не могут определить, какой на ней ошейник. Они видят, как пантера заходит в горный домик, после чего Кэтрин успевает запереть звери внутри помещения. Это оказывается не та пантера, у которой в ошейнике спрятан микрофильм. Вскоре подходят остальные, и пантеру в клетке доставляют на территорию гостиницы. Хаймер приказывает убить пантеру сразу после того, как получит приказ от начальства, а на ночь оставляет около пантеры одного из своих солдат. Стив говорит Кэтрин, что на какое-то время эта пантера отвлечёт внимание, и они тем временем будут искать другую. Копель, Стив и Денсон отправляются на поиски второй пантеры. Тем временем Параду пробирается в сарай с клеткой, бьёт солдата сзади дубиной по голове, после чего убивает пантеру. Он вскрывает ошейник, в котором ничего нет, после чего зовёт на помощь, заявляя, что когда пришёл сделать несколько зарисовок пантеры, то увидел потерявшего сознание солдата и мёртвую пантеру. Тем временем собака берёт след второй пантеры, и вскоре охотники видят её следы на снегу, а затем загоняют в ловушку между скал. Стив пускает собаку, которая провоцирует выйти пантеру из укрытия, после чего Стив стреляет и убивает её. Оказавшись первым, он извлекает из ошейника микрофильм. В этот момент они слышат выстрелы, думая, что в них стреляет Копель. Они идут на звук, обнаруживая, что Копель убит. Появляется Денсон с ружьём, который требует отдать ему ошейник. Стив из укрытия бросает пустой ошейник на открытое место. Когда Денсон подходит, чтобы его забрать, Стив набрасывается на него, однако Денсон успевает выстрелить, раня Стива в руку. В этот момент выходит Кэтрин в пистолетом, убивая Денсона. Раненый Стив передаёт ей микрофильм.
Кэтрин доставляет Стива в гостиницу, где за ним ухаживает доктор Стал. Врач говорит Стиву, что он обязан Кэтрин жизнью. Кэтрин говорит, что Хаймер не стал выдвигать против неё никаких обвинений, понимая, что у неё не было другого способа защитить их жизни, кроме как убить Денсона, который перед этим убил Копеля. Когда Кэтрин оставляет Стива спать и спускается в холл, в его номер тихо пробирается Параду, обыскивая карманы его одежды и ножом разрезая бинты на его теле. Услышав, что из комнаты Стива доносится какой-то шум, Кэтрин и Стал поднимаются к нему. Параду запускает их внутрь, а затем, угрожая ружьём, требует отдать микрофильм. Он будит Стива, но тот не может ничего сказать. Тогда Параду, чувствуя романтический интерес Кэтрин к Стиву, угрожает убить его, если она не скажет, где микрофильм. Кэтрин сознаётся, что спрятала микрофильм в один из патронов, которым заряжено это ружьё. По приказу Параду она берёт все патроны, и один за другим разбирает их, высыпая порох на стол. Когда на столе образуется горка пороха, Кэтрин бросает в неё горящую сигарету, в результате чего происходит взрыв, нейтрализующий Параду. Стив звонит Хаймеру, сообщая о происшедшем. Вскоре Стив и Кэтрин едут вместе в вагоне-ресторане парижского поезда, где Кэтрин говорит, что действительно спрятала микрофильм в одном из патронов, и действительно сильно рисковала, однако удача была на её стороне. После этих Стив признаётся Кэтрин в своих чувствах, что её чрезвычайно радует.

## В ролях
- Говард Дафф — Стив Куайн
- Марта Торен — Кэтрин Алвен
- Филип Френд — Крис Денсон
- Роберт Дуглас — Стивен Параду
- Филип Дорн — Пол Копель
- Уолтер Слезак — доктор Стал
- Курт Кройгер — капитан Хаймер
- Арам Кэтчер — Георг

## Создатели фильма и исполнители главных ролей
Режиссёр Джордж Шерман в период с 1937 по 1978 год поставил 113 фильмов, большинство из которых были вестернами категории В. Он также был постановщиком шести фильмов нуар, среди них «Секрет Свистуна» (1946), «Кража» (1948), «Спящий город» (1950), «Бурный прилив» (1951) и «Стальной город» (1952).
Говард Дафф сыграл в общей сложности в 38 фильмах, 14 из которых были фильмами нуар, среди них «Обнажённый город» (1948), «Все мои сыновья» (1948), «Джонни-стукач» (1949), «Вымогательство» (1950), «Женщина в бегах» (1950), «Личный ад 36» (1954) и «Пока город спит» (1956). Начиная с середины 1950-х годов, Дафф работал в основанном на телевидении, где сыграл более чем в 500 эпизодах более чем 100 различных телесериалов, в частности, играл главные роли в ситкоме «Мистер Адамс и Ева» (1957—1958), криминальных сериалах «Данте» (1960—1961) и «Отряд по расследованию тяжких преступлений» (1966—1969), а также в мелодраме «Улица фламинго» (1980—1982).
Актриса шведского происхождения Марта Торен в период с 1942 по 1957 год сыграла в 23 фильмах, наиболее значимыми среди которых были «Касбах» (1948), «Меч в пустыне» (1949), «Дорога с односторонним движением» (1950), «Сирокко» (1951), «Человек, который смотрел, как проезжают поезда» (1952) и «Назначение: Париж» (1952), а также «Незаконное вторжение» (1949), в котором она сыграла в паре с Даффом. Карьера Торен оборвалась внезапно, когда в 1957 году в возрасте 31 года она умерла от кровоизлияния в мозг.

## История создания фильма
Рабочими названиями фильма были «Луна пантеры» (англ.  Panther's Moon), «Шпионская сеть» (англ.  Spy Ring) и «Поезд в Лозанну» (англ.  Train to Lausanne).
Согласно статье в Los Angeles Herald Express от 11 марта 1950 года, чёрных пантер сыграли пумы Бэби и Кугар, которых специально для фильма перекрасили в чёрный цвет.

## Оценка фильма критикой

### Общая оценка фильма
После выхода фильма на экраны кинообореватель «Нью-Йорк Таймс» Босли Краузер дал ему невысокую оценку: «Не стоит много распространяться о художественных достоинствах этого фильма. Сюжет этой мелодраматической истории даёт верное представление о фильме в целом». Что же касается «постановки Джорджа Шермана, то она выполнена на уровне начальных классов». Далее Краузер с юмором пишет: "При этом мы благодарны этой картине за то, что она даёт надежду, которая несмотря на всё беспокойство и тревоги, вызывает и недолгую радость. Это надежда на то, что пантере удастся уйти от безжалостного преследования и с триумфом войти в офис Генерального секретаря ООН. Однако мы с сожалением вынуждены сообщить вам, что этого не происходит, хотя микрофильм с информацией в конце концов достигает Штаб-квартиры ООН в Лейк-Саксессе.
Современный кинокритик Хэл Эриксон назвал картину «возбуждающей погоней в швейцарских горах». По его словам, «фильм основан на романе Виктора Кэннинга „Луна пантеры“ (англ. Panther's Moon), который значительно более убедителен», чем фильм.

### Оценка актёрской игры
По мнению Краузера, «Марта Торен в роли британского агента вполне убедительна и эффективна, однако, лишь в одном аспекте: она играет наивно и вяло, как и предполагает план её действий». Что же касается Говарда Даффа, Филипа Френда и Роберта Дугласа, то они «дерзки и настырны в ролях некоторых из мужчин в её жизни».